# An Jen Li
An Jen Li (translitera del chino李安仁) ( 1947 ) es un botánico chino.

## Algunas publicaciones
- hsien-wu Kung, ge-lin Chu, cho-po Tsien, cheng-gung Ma, an jen Li, ke chien Kuan. 1979. Flora reipublicae popularis Sinicae delectis florae reipublicae popularis Sinicae agendae academiae Sinicae edita: tomo 25 (2). Angiospermae. Dicotyledonae. Chenopodiaceae, Amaranthaceae. Ed. Institutum Botanicum Academiae Sinicae Univ. Normalis Kansuensis, 262 pp.
- La abreviatura «A.J.Li» se emplea para indicar a An Jen Li como autoridad en la descripción y clasificación científica de los vegetales.[3]